# Líza z rodu Simpsonů
Lisa the Simpson (v anglickém originále Líza z rodu Simpsonů) je 17. díl 9. řady (celkem 195.) amerického animovaného seriálu Simpsonovi. Scénář napsal Ned Goldreyer a díl režírovala Susie Dietterová. V USA měl premiéru dne 8. března 1998 na stanici Fox Broadcasting Company a v Česku byl poprvé vysílán 15. února 2000 na stanici ČT1.

## Děj
Na Springfieldské základní škole je Líze předložen hlavolam, který není schopna vyřešit. Po této příhodě Líza zjistí, že není schopna plnit jednoduché úkoly. Později se svěří dědečkovi se svými nedávnými problémy. Zdá se, že děda si problémy uvědomuje, a řekne Líze o „genu Simpsonových“, který zřejmě způsobuje, že všichni členové rodiny Simpsonových s přibývajícím věkem postupně ztrácejí inteligenci. 
Líza vystoupí v televizním zpravodajském pořadu Smartline a řekne obyvatelům Springfieldu, aby si vážili svého mozku. Homer se při tom rozhodne dokázat, že se mýlí, a kontaktuje celou rozvětvenou rodinu Simpsonových, aby je navštívila. Když však dorazí, Homer zjistí, že jsou to rovněž neúspěšní a neinteligentní lidé, což Lízu jen ještě více deprimuje a přiměje Homera, aby je poslal domů. 
Než však odejdou, Marge na Homera naléhá, aby si se Simpsonovými promluvil. Homer tak zjistí, že všechny ženy z rodu Simpsonových jsou úspěšné. Líza se ptá, proč ženy v její rodině nebyly postiženy „simpsonovským genem“. Doktorka Simpsonová, s níž hovoří, odhalí, že vadný gen se nachází pouze v chromozomu Y a postiženi jsou pouze muži. Dr. Simpsonová Líze jako ženě řekne, že bude úspěšná stejně jako ony. Ta si oddechne, že je v pořádku a že „genem Simpsonových“ trpět nebude. Když si Bart uvědomí, že kvůli svému pohlaví bude v životě neúspěšný, je ostražitý a naříká nad svou budoucností. Homer ho však uklidňuje, že bude velkolepě neúspěšný. Líza je brzy konečně schopna vyřešit hlavolam, který se jí předtím v epizodě nepodařilo dokončit.
Jasper mezitím navštíví Kwik-E-Mart a pokusí se vyprázdnit mrazák se zmrzlinou, aby se nechal zmrazit, s úmyslem nechat se rozmrazit někdy ve vzdálené budoucnosti. Apu se rozhodne využít této neobvyklé situace k finančnímu zisku a vystaví Jaspera jako sněžného muže. Obchod se smíšeným zbožím, nyní přejmenovaný na Freak-E-Mart, se jako past na turisty stává výnosnějším, dokud chladicí systém mrazáku neselže, což způsobí, že Jasper rozmrzne a odejde. Apu se pak rozhodne proměnit Kwik-E-Mart v noční klub pro nahé s názvem Nude-E-Mart.

## Produkce
Tento díl byl poslední epizodou, kterou vedli Bill Oakley a Josh Weinstein, protože se jednalo o přenesenou epizodu z 8. série. Díl napsal Ned Goldreyer, jde o jednu ze 2 epizod, které pro Simpsonovy napsal. Susie Dietterová, jedna z režisérek seriálu, po této epizodě seriál také opustila, ale vrátila se v jedné epizodě 18. série Zpívá celá spodina.
Jelikož se jednalo o poslední epizodu, kterou vedli, chtěli Oakley a Weinstein skončit na dobré notě, přičemž Weinstein prohlásil, že tato epizoda „měla ztělesňovat humor, hloubku a emoce Simpsonových.“ Přáli si také, aby epizoda, kterou vedli, vycházela z minulosti každé postavy, kterou mohli udělat, a věřili, že se tento díl povedl. Jeho název byl středobodem sporu, který vedli Oakley a Goldreyer, protože Oakley původně chtěl, aby se epizoda jmenovala Líza Simpsonová, ačkoli Goldreyer ji chtěl pojmenovat Náhle hloupá, což byla slovní hříčka na adresu pořadu, který se v té době vysílal pod názvem Náhle Susan.
Vytvoření členů rodiny Simpsonových, kteří se v epizodě objevili, trvalo nějakou dobu, ale štábu se výsledek líbil. Všechny mužské členy rodiny Simpsonových, kteří se objevili, namluvil Dan Castellaneta, hlas Homera. Požádal, aby nahrávací páska běžela asi 20 minut, aby mohl udělat mnoho různých hlasových variací, které by se hodily k různým mužům, ale stále by se blížily Homerovu hlasu.

## Přijetí
V původním vysílání skončila epizoda v týdnu od 2. do 8. března 1998 na 19. místě ve sledovanosti s ratingem 10,7, což odpovídá přibližně 10,4 milionu domácností. Byl to druhý nejlépe hodnocený pořad na stanici Fox v tomto týdnu, hned po seriálu Akta X.
Todd Gilchrist z IGN označil tuto epizodu ve své recenzi DVD boxsetu za jednu ze svých nejoblíbenějších z deváté sezóny. Autoři knihy I Can't Believe It's a Bigger and Better Updated Unofficial Simpsons Guide, Warren Martyn a Adrian Wood, k epizodě uvedli: „Úžasná epizoda s dobrou směsí patosu (Lízino loučení s jejím oblíbeným jazzovým klubem jsou inspirativní) a zábavy (její ‚woo-hoo‘ po vzoru Homera), které dohromady tvoří osvěžující a vzrušující pohled na Lízin život.“.
Bill Oakley a Josh Weinstein si epizodu velmi užili a považovali ji za skvělý poslední díl, jejž vedli. V audiokomentáři na DVD scenárista Ned Goldreyer prohlásil: „Myslím, že to byla možná nejlepší epizoda, jaká kdy vznikla.“.